# Rebeca Andrade
Rebeca Rodrigues de Andrade (* 8. Mai 1999 in Guarulhos) ist eine brasilianische Kunstturnerin.

## Karriere
Andrade nahm an den Olympischen Sommerspielen 2016 in Rio de Janeiro teil. Sie erreichte dort den elften Platz im Einzelmehrkampf. Sie erreichte außerdem das Finale im Mannschaftsmehrkampf. Bei ihrer ersten Teilnahme an Weltmeisterschaften, 2018 in Doha, gelang ihr mit der brasilianischen Mannschaft ebenfalls der Einzug ins Finale.
Bei den Olympischen Sommerspielen 2020 in Tokio wurde Andrade Olympiasiegerin am Sprung. Außerdem gewann sie hinter Sunisa Lee die Silbermedaille im Einzelmehrkampf. Im Finale am Boden wurde sie Fünfte. Während der Schlussfeier war sie die Fahnenträgerin ihrer Nation.
Gleich vier Medaillen konnte Andrade bei den Olympischen Sommerspielen 2024 in Paris gewinnen. Im Mannschaftsmehrkampf erhielt sie Bronze, im Einzelmehrkampf und im Sprung gewann sie Silber und am Boden holte sie sich die Goldmedaille.

## Rekorde
- Mit sechs Olympiamedaillen (2× Gold, 3× Silber und 1× Bronze) ist Andrade die erfolgreichste weibliche Olympionikin Brasiliens.[2]